# Gang withMe
Gang withMe è un singolo del rapper statunitense Polo G, pubblicato il 15 luglio 2018.

## Tracce
1. Gang withMe – 3:12